# Галли, Джиджи
Джанлуиджи «Джиджи» Галли (итал. Gianluigi «Gigi» Galli, род. 13 января 1973 года[уточнить]) — итальянский раллийный автогонщик, участник Чемпионата мира по ралли.

## Карьера

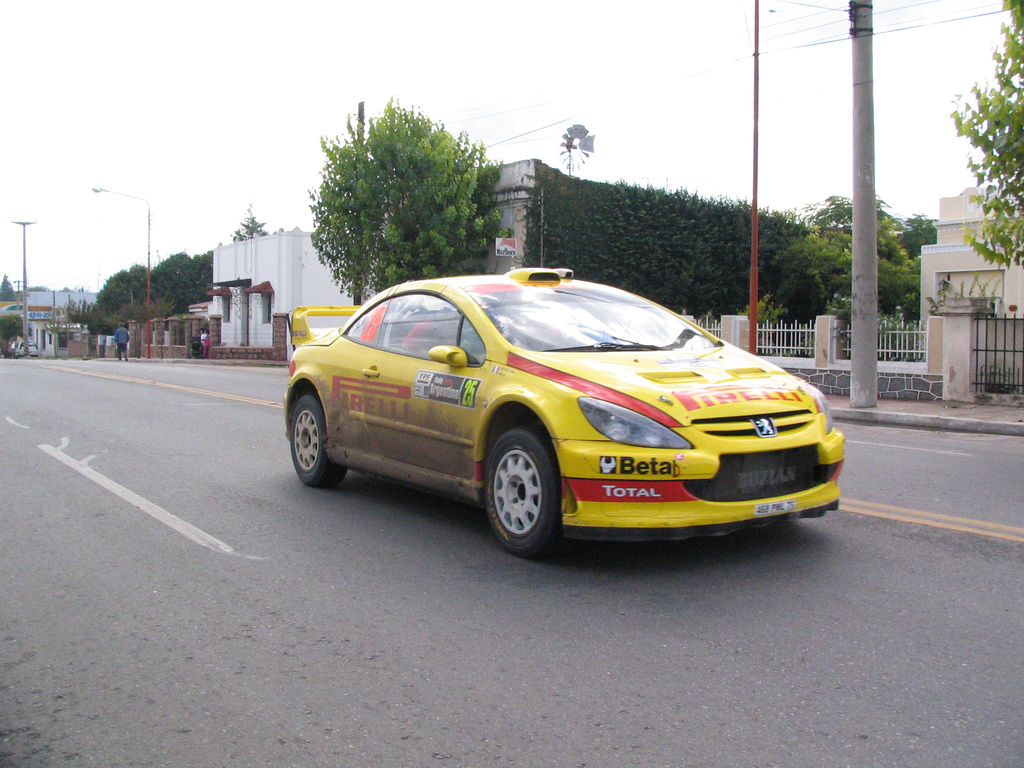
Джиджи Галли на Ралли Аргентина 2006

Галли дебютировал в автоспорте в 1993 году в гонке по снегу за рулём Fiat Uno, который он самолично подготовил к гоночным условиям. Со следующего года он стал принимать участие в раллийных состязаниях, а в 1997 году впервые принял участие в этапе в Чемпионате Европы по ралли. Спустя год он завоевал титул чемпиона Италии по ралли в группе N, а в 2000 году смог повторить это достижение.
Впервые Галли принял участие в этапе WRC в 1998 году за рулём Mitsubishi Carisma GT. В 2005, выступая за Mitsubishi, он выступил в 13 этапах чемпионата и завершил сезон на 11-м месте в личном зачёте, набрав 14 очков. Свой первый подиум (3-е место) в серии он завоевал в сезоне 2006 года в Аргентине, однако произошло это за рулём Peugeot 307 WRC, поскольку команда Mitsubishi к тому времени покинула чемпионат. В 2007 году он смог выступить всего в трёх этапах чемпионата. На этот раз он управлял Citroën Xsara. Лучшим результатом итальянца в этом сезоне стало завоёванное им на норвежском этапе 6-е место.
Второй и последний подиум Галли принёс команде Stobart VK M-Sport Ford Rally Team в Ралли Швеция 2008. Это был второй этап чемпионата, по итогам которого он занимал четвёртое место в общем зачёте пилотов. Однако после Ралли Финляндия итальянец занимал уже 8-ю строчку рейтинга, а в последовавшем Ралли Германия он получил открытый перелом бедра и из-за длительного восстановления был вынужден прервать свои выступления в этом году.
Джиджи Галли известен своей весьма агрессивной манерой пилотирования, за что от итальянских болельщиков получил прозвище «Hullu-Galli» — «сумасшедший Галли».